# 1917 ve fotografii
Tento článek obsahuje významné fotografické události v roce 1917.

## Události
- V roce 1917 vznikla série fotografií zvaných Víly z Cottingley.
- V Kyjevě ukončila svoji činnostu Kyjevská společnost amatérských fotografů Daguerre

## Narození v roce 1917
- 28. ledna – William P. Gottlieb, americký fotograf a novinový sloupkař († 23. dubna 2006)
- 18. února – Oliver F. Atkins, americký fotograf († 24. ledna 1977)
- 23. března – Jevgenij Chalděj, sovětský fotograf († 6. října 1997)
- 23. března – Don Ultang, 91, americký fotograf a držitel Pulitzerovy ceny († 18. září 2008)
- 1. dubna – Jaromír Svoboda, český zpěvák a divadelní fotograf († 27. července 1992)
- 14. dubna – Eugeniusz Haneman, polský fotograf, kameraman, lektor a účastník Varšavského povstání 1944 († 15. ledna 2014)
- 16. dubna – Frédéric Barzilay, francouzský fotograf († 30. října 2015)
- 22. dubna – Vadim Gippenrejter, ruský novinářský a krajinářský fotograf († 16. července 2016)
- 29. dubna – Maya Deren, americká filmová režisérka, choreografka, tanečnice, spisovatelka a fotografka († 13. října 1961)
- 1. května – Jean Lattès, francouzský fotograf († 11. dubna 1996)
- 16. května – Juan Rulfo, mexický spisovatel a fotograf († 1986)
- 4. června – Jean-Marie Marcel, francouzský fotograf († 18. června 2012)
- 15. června – Lillian Bassmanová, 94, americká fotografka († 13. února 2012)
- 16. června – Irving Penn, americký fotograf († 7. října 2009)
- 25. července – Hans Gerber, švýcarský novinářský fotograf († 9. listopadu 2009)
- 6. srpna – Jósuke Jamahata, japonský fotograf známý díky fotografiím města Nagasaki pořízených den po bombardování († 18. dubna 1966)
- 4. září – Rondal Partridge, americký fotograf († 19. června 2015)
- 5. listopadu – Angelo Boyadjian, egyptský fotograf († 12. prosince 2003)
- 19. listopadu – Lee Boltin, americký fotograf († 29. října 1991)
- 21. listopadu – Sem Presser, nizozemský novinářský fotograf († 29. října 1986)
- 3. prosince – Wilhelm Brasse, polský fotograf, portrétoval vězně v německém koncentračním táboru Osvětim († 23. října 2012).
- ? – Kanu Gándhí, indický fotograf, portrétoval Mahátma Gándhího a dokumentovali události indického hnutí za nezávislost († 20. února 1986)
- ? – Murad al-Daghistani, irácký fotograf († 1984)
- ? – Kanejoši Tabuči, japonský fotograf († 1997)
- ? – Roger St-Jean, kanadský fotograf († 1971)
- ? – Leo Matiz, kolumbijský fotograf, karikaturista, vydavatel novin, malíř a majitel galerie (1. dubna 1917 – 24. října 1998)
- ? – Arne Sucksdorff, švédský filmový režisér, scenárista, fotograf přírody a kameraman (3. února 1917 – 4. května 2001)

## Úmrtí v roce 1917
- 13. února – Marianne Stroblová, rakouská fotografka původem z Čech, průkopnice průmyslové fotografie v Rakousku-Uhersku, dokumentovala městskou infrastrukturu, staveniště, plynojemy, interiéry a také lodě (* 24. února 1865)
- 7. března – Thomas Smillie, skotsko-americký fotograf a archivář, první oficiální fotograf Smithsonova institutu a první kurátor sbírky fotografií (* 15. dubna 1843)
- 18. června – Léopold Poiré, francouzský fotograf (* 23. června 1879)
- 19. června – Wilhelmina Lagerholm, švédská malířka a jedna z prvních profesionálních fotografek (* 25. března 1826)
- 24. července – Manó Mai, francouzský fotograf (* 24. května 1855)
- 11. září – Albert Londe, francouzský fotograf (* 26. listopadu 1858)
- ? – Julia Widgrén, první profesionální finská fotografka  (* 1842)
- ? – Louisa Bernie Gallaherová, americká vědecká fotografka pracující pro Smithsonian United States National Museum (dnes Smithsonův institut) (* 1858)
- ? – Juan José de Jesús Yas (Jasu Kóhei), guatemalský fotograf původem z Japonska (* 1846)
- ? – Julius Russ, český fotograf působící v Hradci Králové, pokračoval ve fotografické firmě svého otce Adolfa Russa (22. května 1852 – 26. září 1917)
- ? – Thea Nielsenová, norská fotografka, provozovala ateliéry ve městech Larvik, Porsgrunn, Drammen a Kristiania (* 27. května 1853 – 20. února 1917)